# Irisbus Magelys
Irisbus Magelys — туристический комфортабельный автобус особо большой вместимости, выпускаемый компаниями Iveco и Irisbus с 2007 по 2020 год. Пришёл на смену автобусам Irisbus Iliade и Irisbus Domino.

## История

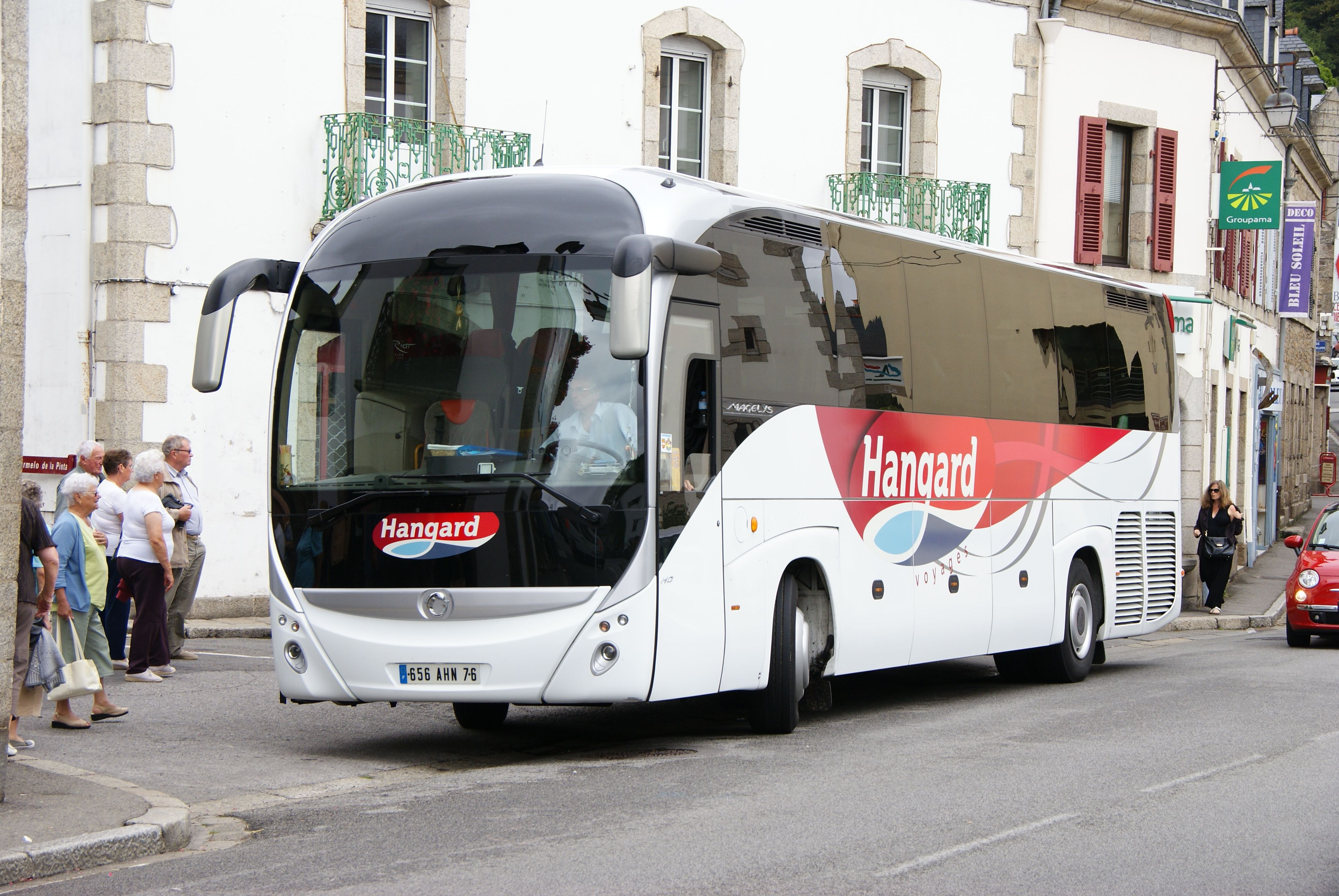
Irisbus Magelys Hangard

Первоначально до 2013 года данный автобус производился французской компанией Irisbus. Позднее его передали на завод Iveco, где данный автобус производился до 2020 года. Производство длилось во французском городе Анноне.
В 2006 году данный автобус вытеснил с конвейера модель Irisbus Iliade, выпускающуюся в 1996—2006 годах. Первоначально на автобус ставили двигатели Евро-4, которые впоследствии были вытеснены двигателями Евро-6, газомоторными или электрическими. Название Magelys автобус получил в честь испанского мореплавателя и исследователя Индии Фернана Магеллана.
С 2007 года автобус производился под названием Irisbus Magelys HD, в 2009 году появилась удлинённая версия Irisbus Magelys HDH, в 2012 году модельный ряд был дополнен версией Pro.

## Галерея

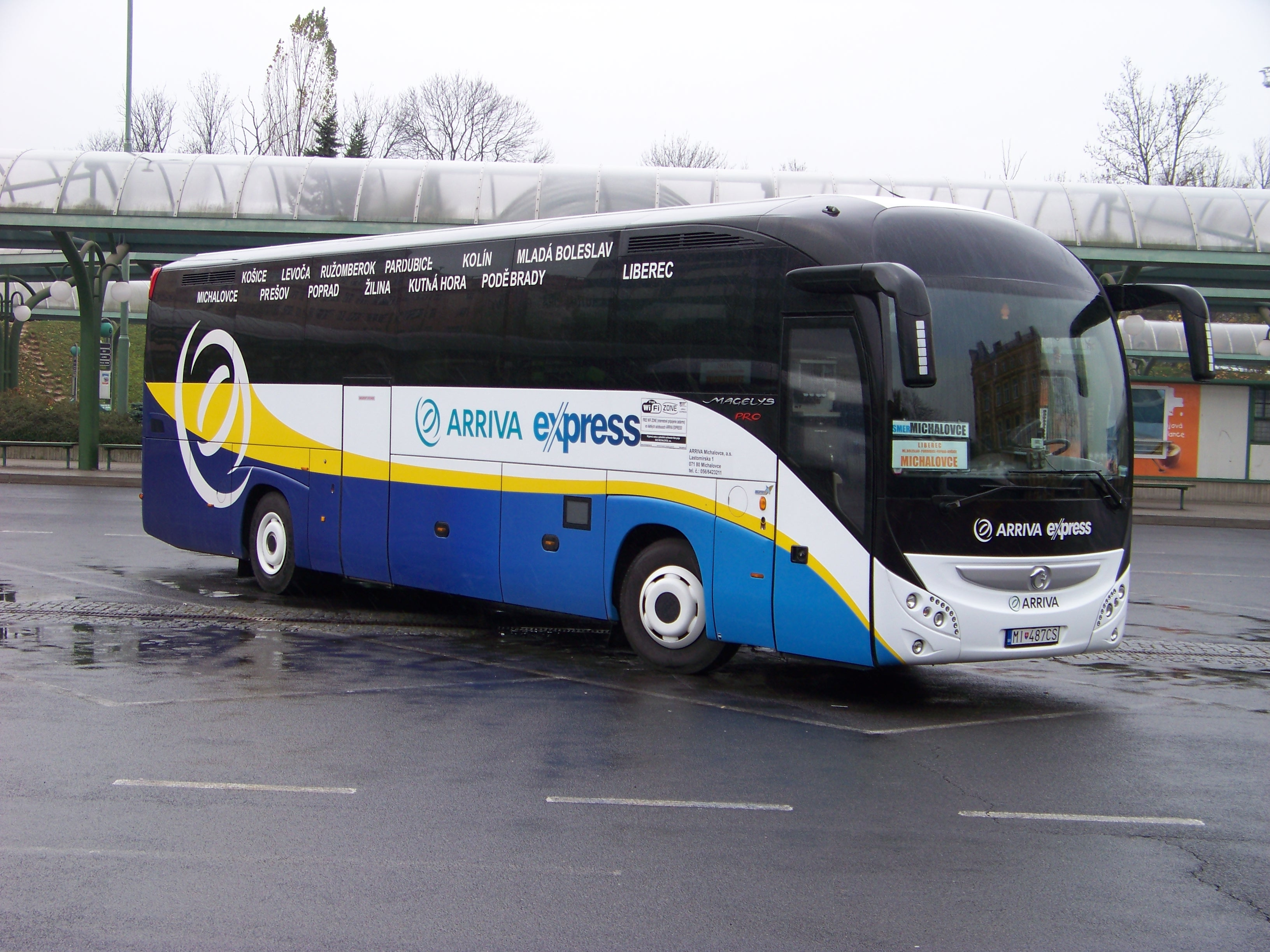
Irisbus Magelys Pro
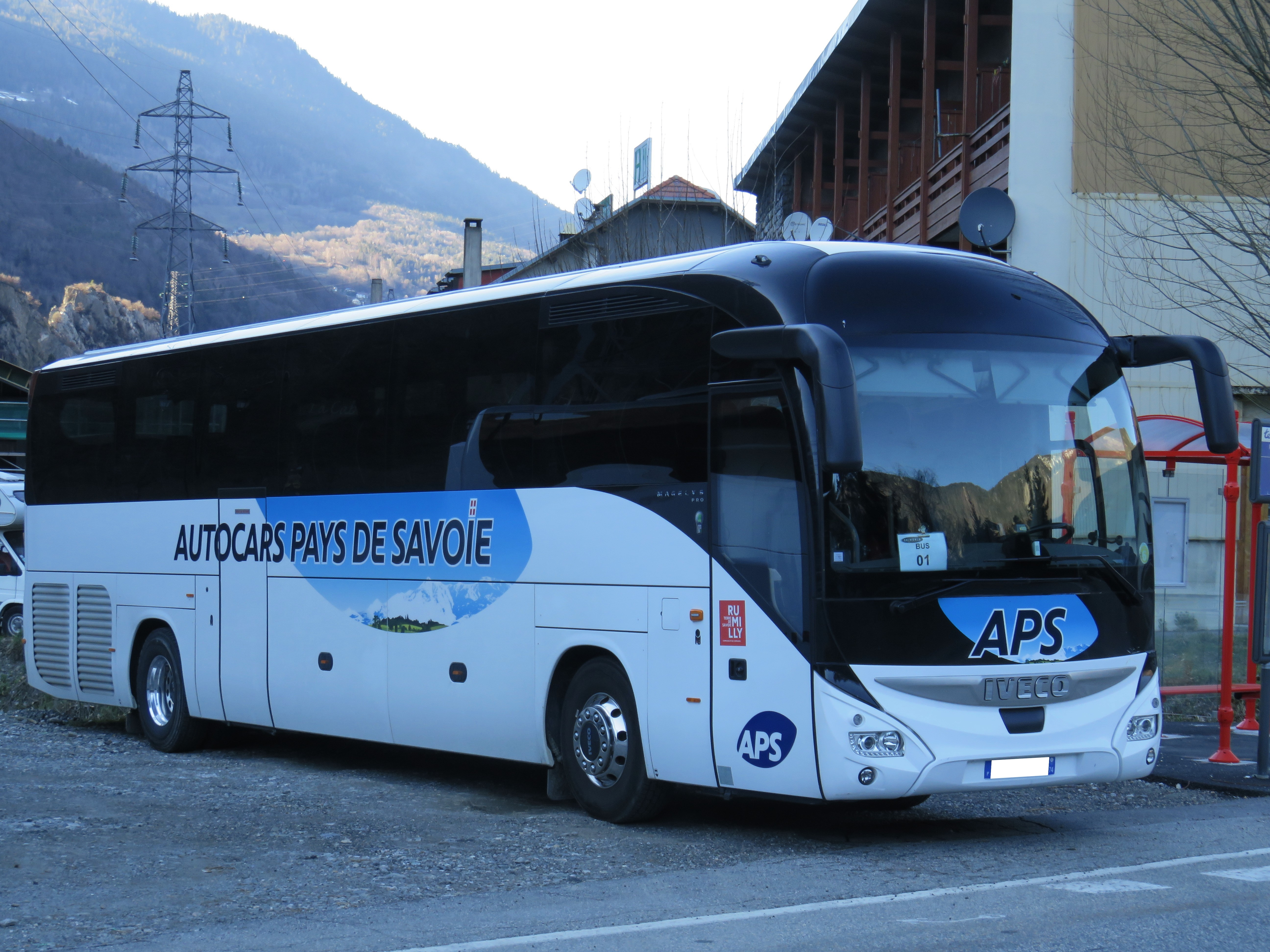
Iveco Magelys Pro